# 長野朝日放送
長野朝日放送株式会社（ながのあさひほうそう、英: Asahi Broadcasting Nagano Co., Ltd.）は、長野県を放送対象地域としたテレビジョン放送事業を行っている、特定地上基幹放送事業者。略称はabn。

## 概要
- アナログ放送の呼出符号（コールサイン）はJOGH-TV。デジタル放送の呼出符号はJOGH-DTV。ANN系列のフルネット局として、1991年（平成3年）4月1日に開局し、長野県で4番目の民放テレビ局である。
- アナログ放送時代は、親局は20ch。デジタル放送は、リモコン番号：5（親局の物理チャンネルは18ch）。
- 略称は開局時点では、大文字の「ABN」であった。当初はNAB（Nagano Asahi Broadcasting Co., Ltd.） とする予定であったが、日本民間放送連盟の当時の略称（National Association of Commercial Broadcasters in Japan）と重複することを避けるために「ABN」とした[4][注 1]。また、当初のロゴは「A」を図案化したマークの下に「ABN」と書かれたロゴであった[5]。
- 現在の局のマスコットキャラクターは「りんご丸」、キャッチフレーズは、「リン5（ゴ）ch abn」・「おぉ!abn」。
- りんご丸の前に使用していたマスコットキャラクターは、モーリーとりんごちゃんという、水色（モーリー）と桃色（りんごちゃん）の男女のペアであった[5]。
- 同局では開局以来、abnスポーツ大賞として年1回、アマチュアスポーツ界で優秀な成績を収めた県内の選手や団体、またスポーツ振興に貢献した個人や団体を表彰している。
- 同じビルの5階に系列新聞である朝日新聞長野総局が入居している。系列テレビ局に朝日新聞の支局（総局）がテナントとして入居するのはこのabnが唯一である[6][7]。
- 開局当初はテレビ朝日をベーシックチャンネルとしていたケーブルテレビ局が長野県内で複数あり、その地域では経営的に苦戦を強いられていた。例えば、エルシーブイは、ABN開局から1993年（平成5年）2月までの2年弱の間はABNではなくテレビ朝日をベーシックチャンネルとしていた[8]。

- 長野県内の民間テレビ放送局としては初めて、気象警報等の速報に、二次細分区域（市町村ごと）を用いて伝えている。なお、NHK長野放送局では二次細分区域を用いての速報を既に行っている。
- 開局時から、「愛をみつめて」という社歌が存在し、当時の局名告知に使用されたり、現在も放送休止中にBGMとして流れることがある。なお、先に開局したテレビ信州でも開局時から「みつめあえばそこに」という社歌があり現在でも使用されている。このほか長野放送でも開局時から「NBSの歌」というイメージソングが長らく使用されていた。これらの共通点は開局時のオープニングとエンディングに使用されていた。
- 2000年（平成12年）に放送された、平成ライダーの第1作でもある『仮面ライダークウガ』第1話でクウガとクモ怪人「ズ・グムン・バ」が戦ったシーンを当局の屋上でロケを行った[9]。
- 主な受賞歴に『雷鳥を守るんだ”神の鳥”その声を聴く男』が2017年日本民間放送連盟賞番組部門テレビ報道番組優秀賞[10]を『abn信州がんプロジェクト』が2022年日本民間放送連盟賞特別表彰部門「放送と公共性」で優秀賞[11][12]を『木曽馬と生きる～風わたる里 開田高原～』が2022年JRA賞馬事文化賞を受賞した[13][14][15]。『木曽馬と生きる』は2023年（令和5年）1月12日付毎日新聞朝刊1面の「余録」にも2023年（令和5年）のNHK大河ドラマ『どうする家康』と同時に取り上げられた[16]。また、『はじけろ!青春 特別編 高校放送部と一緒に番組作っちゃいましたスペシャル』で2023年日本民間放送連盟賞特別表彰部門「放送と青少年」で優秀賞を受賞した[17]。

## 事業所

### 本社・演奏所
- 長野市七瀬4番地5（〒380-8550）

地上5階建て一部6階建て

### 支社
- 中南信支社：松本市中央三丁目1番1号
- 東京支社：東京都中央区築地六丁目16番1号 築地616ビル7階
- 大阪支社：大阪市北区中之島二丁目3番18号 中之島フェスティバルタワー16階
- 名古屋支社：名古屋市中区錦三丁目7番9号 太陽生命名古屋第2ビル6階

### 支局
- 上田支局：上田市天神一丁目8番2号 田沢倉庫ビル3階
- 南信支局：伊那市西町5156番地 INAセンタービル2階

## 資本構成
企業・団体の名称、個人の肩書は当時のもの。出典：

### 2021年3月31日
| 資本金 | 発行済株式総数 | 株主数 |
| ------ | -------------- | ------ |
| 25億円 | 50,000株       | 26     |

| 株主                       | 株式数   | 比率   |
| -------------------------- | -------- | ------ |
| テレビ朝日ホールディングス | 10,650株 | 21.30% |
| 朝日新聞社                 | 10,126株 | 20.25% |
| Uホールディングス          | 6,000株  | 12.00% |
| 信濃毎日新聞               | 4,999株  | 09.99% |
| 北野建設                   | 3,000株  | 06.00% |
| 長野トヨタ自動車           | 2,300株  | 04.60% |
| キッセイ薬品工業           | 2,250株  | 04.50% |
| 名古屋テレビ放送           | 1,825株  | 03.65% |
| 中日新聞社                 | 1,500株  | 03.00% |
| 日本経済新聞社             | 1,500株  | 03.00% |
| 読売新聞東京本社           | 1,500株  | 03.00% |
| 長野電鉄                   | 0,750株  | 01.50% |

## 沿革
- 1984年（昭和59年）11月16日 - 長野県に民放第4局の周波数割り当て。長野地区では1,364件の免許申請があった。
- 1989年（平成元年）
  - 7月26日 - 設立準備事務局を長野市南県町653、朝日新聞長野支局に設置[7]。
  - 8月24日 - 第1回発起人会。社名を長野朝日放送に決定[7]。
  - 9月26日 - 予備免許交付[7]。
  - 10月2日 - 略称を「ABN」に決定[7]。
  - 11月6日 - 設立。初代社長に、沢田純三が就任。この時点で1990年（平成2年）10月1日開局予定と発表。開局準備室を長野市中御所のバスターミナル2階に設置[7]。
- 1990年（平成2年）
  - 2月13日 - 東京支社仮事務所をテレビ朝日六本木センター内に設置[7]。
  - 4月26日 - 美ヶ原送信所着工[21]。
  - 5月8日 - 長野市の本社・放送センタービル着工。当初はツインタワーで計画されていて、卓上模型まで作られていたが、後に変更された[6]。
  - 10月1日 - 当初の開局予定日[7]。開局が半年遅れたのは、本社用地の確保が遅れた上、建設資材が不足したためである[22]。
  - 10月4日 - 美ヶ原送信所竣工、同月18日午前2時15分より最初の試験電波を発射開始（カラーバー、1kHzの信号音）[21]。マスターはNEC製。
  - 10月25日 - 上田支局開設[7]。
  - 11月5日 - 東京支社開設[7]。
  - 11月16日 - 中南信支社開設[7]。
  - 11月22日 - 名古屋支社開設[7]。
  - 12月1日 - 諏訪支局開設[7]。
  - 12月12日 - 日本新聞協会に加盟[7]。
  - 12月20日 - 日本民間放送連盟に加盟[7]。
- 1991年（平成3年）
  - 3月1日 - テスト放送開始[7]。
  - 3月6日 - 大阪支社開設[7]。
  - 3月22日 - テレビ放送局、テレビ音声多重放送局と中継局（下記参照）に本免許[7]。
  - 3月28日 - 午前7時より、サービス放送を開始[7]。
    - 音声多重放送も同時に開始。
    - 初めの番組は、テレビ朝日からのネット番組『やじうまワイド』。
    - この日から、信濃毎日新聞にて、開局前のサービス放送にも拘らず、番組表が長野の他局と同様扱いの大きさと規模で掲載され、翌日には、番組紹介記事も他局と同様に掲載されるという、長野県内の歴代テレビ局でのサービス放送の番組表掲載としては初めて、前代未聞の優遇扱いされる結果となった[23]。

  - 3月30日 - 本社・放送センタービル竣工[7]。
  - 4月1日 - 午前5時24分の放送開始をもって開局[24]（同日には音声多重放送も正式に開始[7]）。
    - 開局時点では美ヶ原親局と善光寺平、松本、岡谷諏訪、伊那、飯田、飯山、真田、佐久、大町、軽井沢、戸倉上山田、岡谷川岸の12中継局体制[24]。
    - 開局日の最初の番組は『開局のご挨拶』[24]、最初のレギュラー番組はテレビ朝日からのネット番組『CNNデイブレイク』。自局制作では『お天気100%』が最初の放送番組である。キャスターは江村裕子アナウンサーだった。
    - 当日は『やじうまワイド』、『モーニングショー』、『ANNニュースライナー』、『こんにちは2時』、『森田健作の熱血テレビ』、『ステーションEYE』、『ニュースステーション』で長野から全国へ生中継を行う。
    - この日の午前9時30分から90分間、開局記念番組として、『6月15日バーミンガムIOC総会を占う『カウントダウン!長野五輪』』を放送。ABNとテレビ朝日との2元中継にて放送された[24]。
    - この日から同月14日まで、長野市内のWALKはやしべにおいて「ABN番組フェア」を行い、開局したばかりのABNの番組・宣伝活動を行う。[要出典]
- 1995年（平成7年）5月3日 - 5月7日 - 「第1回ABNこども博」開催[25]。
- 1997年（平成9年）
  - 3月12日 - 本社ビル増改築竣工[26]。
  - 12月12日 - 文字多重放送およびデータ多重放送の免許が郵政省（現・総務省）から交付され、同日より本放送が開始された[27]。
- 1999年（平成11年）3月 - レンタルサーバーを利用してWebサイトを開設[28]。
- 2001年（平成13年）
  - 4月1日 - 開局10周年を記念し、マスコット「モーリー」を採用。翌年にはガールフレンドの「りんごちゃん」が登場。[要出典]
  - 4月 - 『ふるさとCM大賞NAGANO』開始[29]。
- 2002年（平成14年）12月20日 - 長野地区デジタル推進協議会が長野地域の地上デジタル本放送開始を2006年10月とする方針を決め、総務省信越総合通信局と在長民放4社、NHK長野放送局がこれを了承した[30]。
- 2004年（平成16年）
  - 7月27日未明 - 美ヶ原送信所のアンテナを「アナログ」から「デジタル&アナログ」共用に交換[31]。
  - 9月21日 - 国際環境規格『ISO14001』の認証を取得[32]。
- 2005年（平成17年）
  - 6月10日 - 地上デジタル放送の予備免許を取得(長野のNHK、他の民放テレビ3局も同時に取得)[注 2]。
  - 10月1日 美ヶ原送信所から、地上デジタル放送の試験電波を発射する[34]。地デジ送信機は東芝製。[要出典]
- 2006年（平成18年）
  - 3月27日
    - CI導入によりロゴマーク（「ABN」→「abn」（「a」の上部分に葉っぱがついたもの））変更[35]。なお、新聞のテレビ欄・テレビ情報誌・番組のスタッフロールなどには、その後も「ABN」と掲載・表示される場合がわずかながらにある。
    - 同局の新マスコット・キャラクターとして「りんご丸」が登場する。キャッチコピーも『リン5chabn』に一新される[35]。

  - 4月1日 - 開局15周年。
  - 4月14日 - NEC製[要出典]アナログ・デジタル共用マスターへ更新[35]。
  - 8月26日 - スタジオをHD化。[要出典]
  - 8月28日 - 『abnステーション』1スタでHD放送開始。また、地デジ開始に伴い2スタを廃止[35]。
  - 9月1日 - 地上デジタル放送サイマル放送開始[36]。
  - 9月25日 - 地上デジタル放送の本免許を取得（長野の他の民放テレビ3局も同日に取得）[37]。
  - 10月1日 - 午前4時57分 (JST) 、地上デジタル放送の本放送を開始。コールサインはJOGH-DTV、チャンネルはリモコンキーID5。地デジ開始に際しての永澤征治社長（当時）が午前4時56分にマスター制御室の『TAKE』のスイッチを押している[38]。オープニング後は永澤による3分間の挨拶の番組が放送され、午前5:00から放送の天気予報が地デジ開始後初の放送番組となった。
- 2010年（平成22年）
  - 12月2日 - 放送倫理・番組向上機構（BPO）の放送倫理検証委員会が、abnの参院選比例区のニュース企画について「公平・公正性に欠き、放送倫理違反」とする意見書を発表[39]。
- 2011年（平成23年）
  - 4月1日 - 社史『長野朝日放送の20年』刊行。
  - 7月24日 - 正午にアナログ放送が終了。午後11時59分前には、アナログ放送特別エンディングの直後に、同波が完全停波する。
  - 9月 - 同局のキャラクター・りんご丸のイメージソング「りんご丸のうた」（作詞・作曲：ゆうみ&武四郎、歌：ゆうみ）を発表。同年12月には、プロモーションビデオおよびダンス練習用ビデオも発表された。これらのビデオは、abnホームページ内の「りんごタウンのりんご丸」と、YouTubeの「abn長野朝日放送公式チャンネル」にて閲覧することができる。
- 2012年（平成24年）4月2日 - 平日のレギュラー報道番組『abnステーション』の「信州のみんなでソラをライブ」のコーナーにて、長野県内のローカルテレビ局では初となるデータ放送双方向機能[注 3]を開始。
- 2013年（平成25年）3月18日 - 2012年度の長野県内での民放テレビの視聴率において、全日・ゴールデン・プライム、プライム2（23時から翌1時まで）の全時間帯の平均視聴率のトップを記録し、開局22年目で史上初の4冠（パーフェクト）を達成したと、ホームページ等にて発表（ビデオリサーチ調べ、長野地区・世帯・リアルタイム）[40]。
- 2017年（平成29年）10月6日 - テレビ朝日ホールディングスによる持分法適用関連会社化（青森朝日放送、山形テレビも同様）[注 4][42]。
- 2021年（令和3年）6月10日 - 同じテレビ朝日系列局新潟テレビ21、北陸朝日放送とともに株式会社LIP北信越を設立[43]。
- 2022年（令和4年）
  - 4月1日 - 長野市の本社及び美ケ原送信所の使用電力を、長野県産のCO2フリー電力に切り替える。これにより、同所での完全エコ電気での地産地消化を達成する[44]。
  - 8月13日 - 長野駅周辺第二土地区画整理事業の施行に伴い、本社住所が長野市大字栗田989-1から長野市七瀬4-5に変更[45]。

## ネットワークの移り変わり
- 1991年（平成3年）4月1日 - テレビ朝日の系列局として開局し、アナログ放送の本放送を開始。長野県では開局当初からの、史上初のフルネット局である。
  - 移行された番組の割合は、TSB 8：SBC 2 であった。
  - ただし、SBCが民間放送教育協会から脱退しなかったため、民教協制作分のみ移行されなかった。

## ANN系列の変遷
元来、長野県の朝日新聞社関係の放送局としては信越放送（SBC）があった。同局は地元紙・信濃毎日新聞社を中心に設立されたものであるが、朝日新聞社は信濃毎日新聞社と同率で同局の筆頭株主であり、ラジオニュースも提供していた。しかしながら、同局のテレビニュースネットは強力なJNNに加盟していた。
その後、朝日新聞社が全国朝日系テレビネットワークを構築すべく、全国各地にUHF新局の開局申請を行い、その結果他系列と相乗りになる形で曲がりなりにも朝日系のテレビ局が開局した。県内でも1969年（昭和44年）に長野放送（NBS）が読売新聞や毎日新聞等との相乗りながら、一応は朝日系のテレビ局として開局した。しかしながら、NBSは中日新聞社と東海テレビ、および産経新聞社などフジサンケイグループが同局の設立に大きく関わっていたため、テレビネットワークはフジテレビ系列のみに加盟することとなり、朝日の影響力は限られたものとなった。
こうして出遅れた者同士の朝日新聞・テレビ朝日陣営と読売新聞・日本テレビ陣営が新局開設申請に動くこととなった。当初は読売・日本テレビ系列をメインとする局になる予定だったが、それに朝日が足を突っ込む形で1980年（昭和55年）10月にクロスネットとはいえ念願の系列局・テレビ信州（TSB）が開局した。ただし、TSBは両系列半々であったが、TSB開局前の新局開設申請の経緯により、この時点で既に第4局が開局した時点でTSBは日本テレビ系列フルネット局となる事が予定されていた。長野県の民放テレビ第4局は1984年（昭和59年）11月16日に熊本県第4局と共に周波数が割り当てられたが、長野県第4局は諸事情により開局が大幅に遅れて1989年（平成元年）にテレビ朝日系列としての開局が決定し、abnは1991年（平成3年）4月に開局した。190万人以上の22都道府県で民放テレビ第4局が平成新局なのはabnが唯一である。
abnは信濃毎日新聞や長野トヨタ自動車（トヨタUグループ）と関係が強い（事実、abnは信濃毎日新聞や長野トヨタからの資本を受けている）。また、開局の際には1364社の申請があったことでも有名である。なおabn開局の際、それまでクロスネットを行っていたTSBの社員の一部がabnに移籍している。

## チャンネル

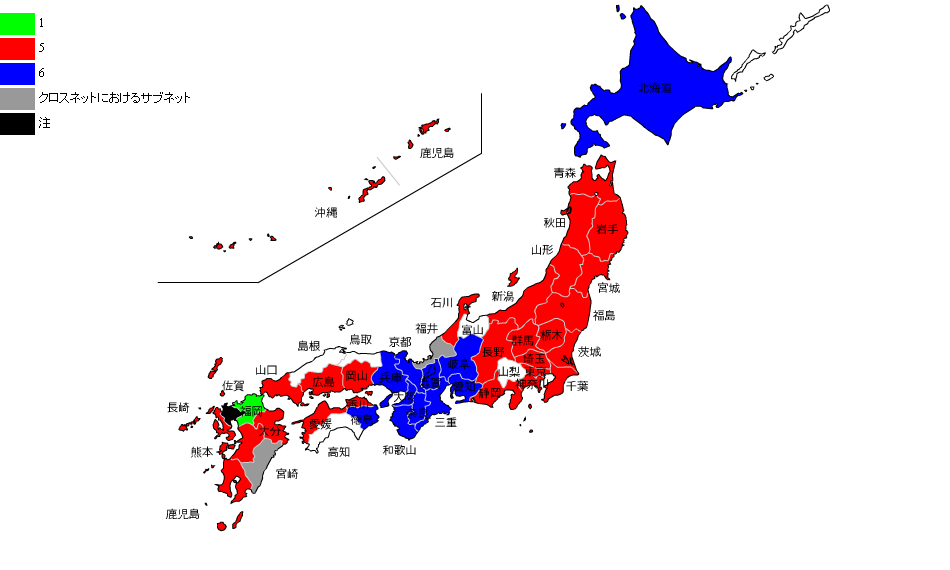
テレビ朝日系列のリモコンキーID地図

- 平成新局であり、チャンネルは先発3局に比べて少ない。このため、一部の山間部では難視聴・受信不能の地域がある。駒ヶ根市周辺・南木曽町周辺・飯田市・須坂市・茅野市のそれぞれごく一部の地域では、地上デジタル放送でも開局しない中継局がある。
- 地上デジタル放送でも開局しない非該当中継局は、駒ケ根中沢・飯田川路・白樺湖・須坂東・木曽妻籠・車山・菅平の各所である（NHKと先発3局は設置。ただし、木曽妻籠・菅平の2箇所は先発3局も非該当でNHKのみ設置）。一方、本城乱橋はデジタルでは置局不要となってアナログ放送終了と同時に廃局した中継局もあったほか、南木曽、大桑、鬼無里、木曽杭ノ原、小川瀬戸川、中川田島はケーブルテレビでカバーできるためアナログ放送終了と同時に廃局となった。

リモコンキーIDは5。
- 親局 美ヶ原 18ch 1kW
- 善光寺平 24ch 20W
- 松本 24ch 10W
- 岡谷諏訪 41ch 10W
- 伊那 24ch 10W
- 飯田 33ch 100W
- 真田 46ch 10W
- 山ノ内 18ch 1W
- 佐久 21ch 3W
- 白馬 24ch 3W
- 戸倉上山田 33ch 1W
- 飯山 33ch 5W
- 岡谷川岸 24ch 0.3W
- 軽井沢 41ch 1W
- 大町 41ch 3W
- 明科 33ch 1W
- 塩尻東 21ch 1W
- 木曽福島 24ch 1W
- 高遠 21ch
- 上松 18ch
- 辰野 45ch
- 大岡西 24ch
- 麻績 41ch
- 戸隠陣場平 24ch
- 倉本 52ch
- 八千穂 18ch
- 富士見 18ch
- 信州新町 21ch
- 牟礼 33ch
- 坂城 24ch
- 望月 18ch
- 中条 21ch
- 飯田阿智 24ch
- 南牧 33ch
- 飯山愛宕 24ch
- 飯山奈良沢 24ch
- 山ノ内湯ノ原 21ch
- 長野西 21ch
- 西裾花台 24ch

### アナログ放送
2011年7月24日停波時点
- 親局 美ヶ原 20ch 10kW 呼出名称：ながのあさひテレビ
- 山ノ内 8ch （VHF局[注 6]） 3W
- 善光寺平 50ch 200W
- 飯山 45ch 50W
- 松本 50ch 100W
- 真田 44ch 100W
- 佐久 36ch 30W
- 軽井沢 43ch 10W
- 岡谷諏訪 61ch 200W
- 伊那 61ch 100W
- 飯田 44ch 1kW
- 戸倉上山田 61ch 10W

## 主な番組
2023年4月現在。

### 自社制作番組

#### 定時番組
- いまドキッ!（月曜 - 金曜 13:45 - 13:54）
- abnステーション（月曜 - 金曜 17:33 - 18:55）
- abnニュース&天気予報（月曜 - 金曜 19:54 - 20:00）
- abn天気予報（月曜 - 金曜 20:54 - 21:00、23:10 - 23:15、土曜・日曜 17:55 - 18:00 など）
- Shining Company in 佐久（火曜 18:55 - 19:00）
- ヤミーの3ステップクッキング（水曜 18:55 - 19:00）
- 信州の百年企業（土曜・不定期 10:45 - 11:15）
- ヤボン的信州巴道（第1木曜 18:55 - 19:00）
- SDGs from SHINSHU（第2木曜 18:55 - 19:00）
- 信州がんプロジェクト ハートフルメッセージ（最終木曜 18:55 - 19:00）
- 信州のツボ（金曜 15:53 - 16:28）
- 信州夢追人 新時代の経営者たち（毎月第一金曜 18:55 - 19:00）
- #信州花活（金曜・不定期 18:55 - 19:00）
- 駅テレマルシェ（土曜 9:30 - 10:45）
- 信州をカーナビ UぐるっTV（最終土曜 16:00 - 16:30）
- 信州グルメ最高!（最終土曜 22:54 - 23:00）
- どーゆーの?信州（日曜 10:00 - 10:20）
- 藤森慎吾の信州観光協会（日曜 16:55 - 17:25）

#### 特別番組
- 燃えろ青春!つかめ甲子園 - 全国高等学校野球選手権長野大会予選中継。
- 輝け!abnスポーツ大賞（毎年1月上旬） - 授賞式を中継録画放送する。
- ふるさとCM大賞NAGANO（毎年1月上旬）
- 吉田由美のエンジョイ・ドライブ（年に1 - 2回の放送） - BS朝日でも放送される。
- キッセイスペシャル（数年に1回の放送） - キッセイ薬品提供のドキュメンタリー特番。全国ネット番組。
- ご当地グルメ探偵団（2020年まで毎年1月2日放送。メ〜テレ、SATV、HAB、UXとの共同制作、幹事局は年により異なる。）
  - 2021年以降は年末の放送となりタイトル、内容を変えて千原ジュニアの司会に移行。2024年からは山里亮太の司会に。共同制作局は上記と同様
  - 新発見!グッドニュース大賞2021（2021年12月25日、SATVが幹事局）
  - ハッピーをお届け 中部ニュースSHOW 2022（2022年12月30日、UXが幹事局）
  - ハッピーをお届け 中部ニュースSHOW 2023（2023年12月31日、当局が幹事局）[52]
  - 発掘!まちの金メダリスト～中部スゴ腕グランプリ～（2024年12月30日、HABが幹事局）[53]

- 東京一人暮らし（毎年2月放送。KFB、SATV、HAB、UX、との共同制作、幹事局は年により異なる。）
- ニッポンの酒シリーズ（毎年12月放送。KFB、UX、HAB、OAB、KAB、QABとの共同制作、幹事局は年により異なる。）[54]
- ぐるっと松本（半年に1回の放送）

### ネット番組

#### テレビ朝日系列遅れネット番組
制作局の表記のない番組はテレビ朝日制作。 
- 食ノ音色（月曜 18:55 - 19:00）
- 気づきの扉（火曜 18:55 - 19:00）
- musicる TV（水曜 1:20 - 1:50（火曜深夜））
- バスケ☆FIVE〜日本バスケ応援宣言〜（水曜 1:50 - 2:05（日曜深夜））
- ラブ!!Jリーグ（水曜 2:05 - 2:20（火曜深夜））
- Break out（木曜 1:25 - 1:55（水曜深夜））
- あざとくて何が悪いの?（金曜 1:20 - 1:55（木曜深夜））
- 探偵!ナイトスクープ（土曜 0:20 - 1:20（金曜深夜）、朝日放送テレビ製作）
- 渡辺篤史の建もの探訪（土曜 5:25 - 5:50）
- 題名のない音楽会（土曜 11:15 - 11:45）
- 出川一茂ホラン☆フシギの会（日曜 0:00 - 0:30（土曜深夜））
- テレメンタリー（日曜 5:20 - 5:50）
- 路線バスで寄り道の旅（日曜・不定期 15:20 - 16:30）
- 相席食堂（日曜 15:55 - 16:55、朝日放送テレビ製作）
- ナスD大冒険TV（月曜 0:10 - 0:55（日曜深夜））
- おぎやはぎのハピキャン（月曜 0:55 - 1:25（日曜深夜）、メ～テレ製作）
- ワールドプロレスリング（月曜 1:30 - 2:00（日曜深夜））
- NO MATTER BOARD（北海道テレビ製作、冬季限定放送）
- ウドちゃんの旅してゴメン（メ〜テレ製作、不定期放送） - 長野県を旅した回のみが放送される。

#### テレビ東京系列番組
制作局の表記のない番組はテレビ東京制作。
- 何を隠そう...ソレが!（土曜 12:00 - 12:55）
- しょせん他人事ですから 〜とある弁護士の本音の仕事〜（日曜 0:00 - 1:00（土曜深夜））

#### その他
- 白黒アンジャッシュ（火曜 1:20 - 1:50（月曜深夜）、チバテレ製作）
- 天竺鼠の川原の（火曜 1:55 - 2:25（月曜深夜）、テレ玉製作）
- Re:ゼロから始める異世界生活 第3期（木曜 1:55 - 2:25（水曜深夜）、第1・2期は県内未放送）
- カベポスター・天才ピアニスト・フースーヤのワチャラチャ忍忍（土曜 1:20 - 1:50（金曜深夜）、サンテレビ製作）
- 黒子のバスケ（土曜 16:00 - 16:30、毎月最終週は休止）
- おいしい給食（日曜 1:00 - 1:30（土曜深夜））

#### 再放送枠
- 午後のワイド劇場（月曜 - 木曜 13:54 - 15:48）
- 相葉マナブ（日曜 10:20 - 11:20）

## 終了した番組
- DO!曜ひろば
- プジョードライブ大作戦
- 女性情報TVマガジン F・F・F
- フリプリフライデー
- おひさまテレビ（1996年4月20日 - 2000年3月25日、土曜正午に放送[55]）
- ビタミンな朝（2000年4月1日 - 2001年3月31日[56]）
- こんびにテレビ
- やじうまNAGANO
- お天気100%
- 快適!エコライフ住宅
- ABNステーションEYE
- サンデーSports Box - 開局当時に放送。開局直後の4月には週に1回のペースで放送されていたが、5月以降は月間または隔月間での放送となった。
- おぉ!信州人
- 金曜☆ときめきモール
- Go!Go!ウォリアーズ
- TVブログ まいる〜む
- ふるさとステーション
- グルっと信州!
- 激走!春の高校伊那駅伝（毎年3月下旬日曜） - 1994年から2015年まで[57]、2016年からは長野放送で放送。
- ザ・駅前テレビ→駅前テレビ
- おしえて!美味しい信州2020
- みつめて!信州生テレビ - BS朝日製作『ふるさとバンザイ!』を内包する場合があった。また、年によっては10月1日 - 3日に放送される場合があった[注 7]。
- #届け私たちの想い
- Night Music Highway[58]
- いいね！信州スゴヂカラ（2016年4月2日 - 2024年3月30日、土曜午前に放送）

### 系列外の番組
テレビ東京系列
- トランスフォーマー ギャラクシーフォース（テレビ愛知製作）
- 魔弾戦記リュウケンドー（テレビ愛知製作）
- 月10万円で豊かに暮らせる町&村
- いきなり結婚生活
- お茶の間の真実〜もしかして私だけ!?〜
- ド短期ツメコミ教育!豪腕!コーチング!!
- 逃亡者 おりん → 逃亡者 おりん2
- 匠の肖像
- たけしの誰でもピカソ
- 釣り・ロマンを求めて
- 恋する!?キャバ嬢
- 爆丸 バトルブローラーズ ニューヴェストロイア（第2期）
- メタルファイト ベイブレード → メタルファイト ベイブレード 爆 → メタルファイト ベイブレード 4D
- たまごっち!（第2期から）
- ここたまシリーズ
  - かみさまみならい ヒミツのここたま
  - キラキラハッピー★ ひらけ!ここたま
- P-1ゴールドラッシュ（テレビ大阪製作）
- 出没!アド街ック天国（TSBから移行するも途中打ち切り、SBCでも放送されたが現在はNBSで放送）
- 新・今夜もドル箱
- 奥さまは外国人[59]
- 母ちゃんに逢いたい!
- バカリズムの30分ワンカット紀行（BSジャパン製作）
- きょうの猫村さん
- ウルトラシリーズ（シリーズ自体は継続中）[注 8]
  - ウルトラマントリガー
  - ウルトラマン クロニクルD
  - ウルトラマンデッカー
  - ウルトラマン ニュージェネレーション スターズ（第1期のみ放送）
  - ウルトラマンブレーザー
- SPY×FAMILY
- フェ〜レンザイ -神さまの日常-
- パウ・パトロール（番組自体は継続中）
- 世界!ニッポン行きたい人応援団（番組自体は継続中）

独立局
- 歌のランチBOX（チバテレ製作） - 福永法源がコーナーレギュラーで出演していた番組。
- ヤミと帽子と本の旅人（UHFアニメ）
- BLACK LAGOON、BLACK LAGOON The Second Barrage（UHFアニメ、幹事：メ〜テレ）
- 鉄道むすめ（東名阪ネット6製作）
- 人情ふれあい いいなぁ日本（BS11製作）
- 鬼滅の刃 （UHFアニメ、再放送・劇場版及び第2期以降は長野放送で放送）
- BanG Dream!（第3期）（TOKYO MX製作、他のシリーズは未放送）
- D4DJ First Mix（UHFアニメ、第2期は県内未放送）
  - D4DJ PhotonMaidenTV
- ゆるキャン△（UHFアニメ）
- 負けるな!熱血ハナコのお笑い部（テレ玉製作）
- ぼくたちのリメイク（UHFアニメ）
- D_CIDE TRAUMEREI THE ANIMATION（UHFアニメ）
- かぎなど（UHFアニメ）
- アサルトリリィ ふるーつ（UHFアニメ）
- ライアー・ライアー（UHFアニメ）
- 『ヒプノシスマイク-Division Rap Battle-』Rhyme Anima +（UHFアニメ、第1期は県内未放送）
- マッシュル-MASHLE-（UHFアニメ）
- 結婚指輪物語（UHFアニメ）
- 【推しの子】（UHFアニメ）
- シブサワ解体深書（テレ玉製作）

その他
- アサルトリリィ BOUQUET（TBSテレビ製作）[注 9]
- NON STYLE井上のバズらせJAPAN
- いい伊豆みつけた

## 開局時に先発民放局から移行したテレビ朝日系列の番組
☆は放送中の番組。

### テレビ信州からの移行番組
報道・ワイドショー・情報
- ANNニュースライナー
- サンデープロジェクト
- 530ステーション - 平日版にあたる『600ステーション』は、開局直前に終了したため未放送。
- ザ・スクープ
- モーニングショー（第1期）
- 月曜 - 金曜12:00枠の番組 - サービス放送期間中は『ホットライン110番』の最終週を放送。開局後には『森田健作の熱血テレビ』から放送。
- 桂三枝のにゅーすコロンブス（朝日放送製作）
- 独占!女の60分
- いつか行く旅
- 世界の車窓から

スポーツ
- ワールドプロレスリング☆
- 熱闘甲子園☆

バラエティ・クイズ・トーク
- 金子信雄の楽しい夕食（朝日放送製作）
- 新婚さんいらっしゃい!（朝日放送製作）☆
- パネルクイズ アタック25（朝日放送製作）
- はなきんデータランド
- 100万円クイズハンター
- 歌謡びんびんハウス
- クイズバトルロイヤル待ったあり!
- タモリ倶楽部
- 徹子の部屋☆

ドラマ・時代劇
- はぐれ刑事純情派
- さすらい刑事旅情編
- 名奉行 遠山の金さん
- 三匹が斬る!
- 日曜8時連続ドラマ - 『代表取締役刑事』の第23話から放送。
- 必殺シリーズ（朝日放送製作） - シリーズのスペシャル回『世にも不思議な大仕事』から放送。

スペシャル
- 水曜スーパーキャスト
- 土曜ワイド劇場
- 日曜洋画劇場

アニメ・特撮
- ドラえもん☆
- 日曜朝8時30分枠アニメ（朝日放送製作）☆ - 『まじかる☆タルるートくん』の第31話から放送。
- 魔法使いサリー - 第66話から放送。
- ハーイあっこです
- チンプイ - ラスト2話（第55・56話）のみ放送。
- おぼっちゃまくん - 第95話から放送。
- スーパー戦隊シリーズ☆ - 『鳥人戦隊ジェットマン』の第8話から放送。
- メタルヒーローシリーズ - 『特救指令ソルブレイン』の第12話から放送。
- 勇者シリーズ（名古屋テレビ製作） - 『太陽の勇者ファイバード』の第10話から放送。

### 信越放送からの移行番組
報道・ワイドショー・情報
- あまから問答

バラエティ・クイズ・トーク
- 象印クイズ ヒントでピント - 信越放送でのネット打ち切り後、abn開局までは未放送。

音楽
- 題名のない音楽会☆ - 製作局がNETテレビ（現：テレビ朝日）に移行直後の1966年のみ放送のため、一旦中断という形での移行。

## アナウンサー

### 現在
- 草田敏彦
- 山岡秀喜
- 吉田一平
- 平沢幸子
- 楠原由祐子
- 大槻瞳
- 萩原早紀子（元NHK長野放送局）
- 中野希友未
- 上室夏鈴（元宮崎放送）

### 元アナウンサー
- 斎藤陽子 - 新卒入社の一期生。1995年に退社し、ホリプロ所属タレントとなる。
- 保坂道代 - 新卒入社の一期生。現・草田敏彦夫人。
- 佐藤栄見子
- 江村裕子（元LCVアナウンサー）
- 加藤えり（フリーアナウンサー）
- 坂口千夏（元青森朝日放送）
- 清水美穂
- 関谷淑子
- 吉良武夫
- 小川博毅
- 南澤孝子
- 藤井学
- 蔵田玲子 - 『金曜☆ときめきモール』出演者。
- 冨岡美希 - 『今ドキ!昼ドキッ→今ドキ!ゆうドキッ』出演者。
- 松尾まどか
- 青池玲奈
- 松坂彰久（元ラジオ福島・K-MIX、1991年4月 - 2022年1月）
- 稲垣貴大 - 2025年6月に中国放送に移籍。

## 情報カメラ設置ポイント
- 長野市（本社屋上鉄塔）
- 松本市
- 上田市
- 諏訪市
- 飯田市

## NHK長野放送局との共同企画
2021年度、長野朝日放送はNHK長野放送局との共同企画を展開した。両局のアナウンサーやキャスターが相互の番組に出演するだけでなく、共同企画も展開した。

## 社史
- 『長野朝日放送の20年』2011年4月1日発行